# Де Бурле, Герман Максимилиан

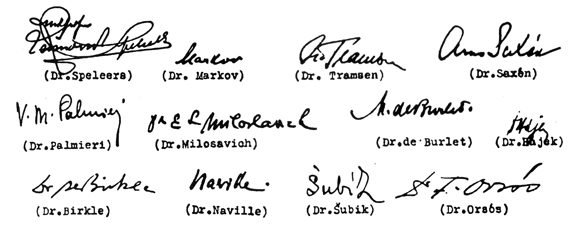
Подпись профессора де Бурле под заключительным протоколом Международной комиссии по Катыни, 1943 год

Ге́рман Максимилиа́н де Бурле́ (нидерл. Herman Maximilien de Burlet; 1883, Роттердам — 1957, Кёнигсвинтер) — голландский профессор анатомии, один из врачей международной комиссии, собранной немецкими властями в 1943 году для эксгумации убитых в Катыни польских офицеров.

## Биография
Герман Максимилиан де Бурле родился 6 ноября 1883 года в Роттердаме. В 1910 году в Цюрихе защитил кандидатскую диссертацию на немецком языке, которая была издана в Лейпциге. 28 января 1931 года де Бурле стал профессором анатомии и эмбриологии университета в Гронингене.
Он поддерживал связи с видными нацистами, и в 1942 году как член Национал-социалистического движения был назначен ректором его университета. В процессе своей работы оказывал давление на студентов с целью принесения присяги. С этой должности он был уволен в 1945 году по причине его симпатий к нацистам.
После войны уехал в США, где работал в Филадельфии. Профессор де Бурле умер в 1957 году в Германии, откуда была родом его жена.

## Расследование в Катыни
Другой член Международной комиссии, датчанин, доктор Хельге Трамсен, который познакомился с профессором де Бурле во время пребывания в Катыни, сделал в своём дневнике только одну запись о нём, а именно о его неприязненном отношении к Великобритании.